# The Beat Challenge
The Beat Challenge es un videojuego para móviles nacido de la empresa conjunta, o joint venture, entre el parque temático PortAventura World, de España, y la Liga de Fútbol Profesional, anunciada el mes de septiembre de 2020 y cuya fecha de implantación de su primera fase está prevista para el inicio de la temporada de fútbol del año 2021-2022. Se contempla ampliar la experiencia digital con un parque temático real con una inversión total de 150 millones de euros.

## Historia
El 14 de septiembre de 2020, se hizo oficial la unión entre el resort español y la asociación de fútbol del país para crear una plataforma digital conjunta, uniendo el fútbol, con las licencias oficiales de La Liga, y el entretenimiento digital con una inversión de 10 millones de euros. Por otro lado, además de la experiencia virtual, también se anunció la creación de una atracción dentro del parque, ubicado en Salou, España, con una inversión de 40 millones, que sería el inicio de la creación de un parque temático ambientado y dedicado exclusivamente en el mundo del fútbol, que incluiría la creación de restaurantes tematizados y gamificados donde poder seguir la experiencia virtual del videojuego. La explotación de la licencia es de 15 años.

## Características
El videojuego, anunciado para 2021, es una aplicación móvil de tipo juego interactivo, multijugador y con capacidad de emplear la realidad aumentada. Una vez accedido por primera vez, el usuario tiene que elegir la creación de un avatar virtual que le representará dentro del juego y con quien competirá contra jugadores de todo el mundo, pudiendo así mismo, capturar fichas de jugadores y otros elementos según el lugar donde el usuario vaya por su propio pie, o en otras palabras, moviéndose en la vida real, usando una mecánica similar a Pokémon GO. Los usuarios podrán jugar en cualquier parte, desde sus casas, la calle o estadios de fútbol, aunque habrá sitios donde la interacción será premiada, como es el caso de hacerlo en las instalaciones del parque temático, aunque se señaló que la mecánica de la aplicación premiaría a los jugadores cuando lo usaran dentro del mismo. Estará disponible en Europa y Rusia.